# مجیک گومز
مجیک گومز (انگلیسی: Madger Gomes؛ زادهٔ ۱ فوریهٔ ۱۹۹۷) بازیکن فوتبال اهل اسپانیا است.
از باشگاه‌هایی که در آن بازی کرده‌است می‌توان به باشگاه فوتبال لیدز یونایتد اشاره کرد.
وی همچنین در تیم‌های ملی فوتبال زیر 15 17 ۱۸ سال اسپانیا بازی کرده‌است.